# 亜咲花・塚田悠衣 YOUR LOVE
『亜咲花・塚田悠衣 YOUR LOVE』（あさか つかだゆい ユアラブ）は、2025年5月28日からニコニコチャンネルと連携した形で、ニコニコ生放送にて配信されているインターネット番組。パーソナリティは声優の亜咲花と塚田悠衣。

## 概要
2025年5月28日よりニコニコチャンネル「セカンドショットちゃんねる」で配信開始された、亜咲花と塚田悠衣がパーソナリティを務める動画番組。3月10日に番組制作決定が発表され、5月10日にパイロット版『亜咲花・塚田悠衣の新番組(仮)』がYouTube「セカンドショットちゃんねる」にてプレミア公開された。

## 配信時間
- 隔週水曜日 23:30 - 24:00
  - ニコニコチャンネルでは配信直後にアフタートーク、および1週間のタイムシフト期間終了後に完全版のアーカイブが有料会員限定で公開されている。
  - YouTubeの「セカンドショットちゃんねる」でも本編のみ同時配信されており、隔週木曜日14:00に前日に配信した「本放送」のアーカイブを4週間限定で公開。